# Boscos secs de la Indoxina central
Els boscos secs de la Indoxina central són una gran ecoregió de boscos eixuts de fulla ampla tropicals i subtropicals al sud-est asiàtic.

## Ubicació i descripció
L'ecoregió consta d'una àrea d'altiplà i una conca baixa a Cambodja, Tailàndia, Laos i Vietnam i inclou:
A Tailàndia, el gran altiplà Khorat, les planes d'elevació més altes de la conca del riu Chao Phraya, els contraforts dels turons de Tenasserim i altres zones seques dels vessants inferiors de les serres de Khun Tan, Phi Pan Nam i Phetchabun del nord del país.
Al centre i al sud de Laos, l'ampla vall del sistema fluvial Mekong.
A Cambodja, hi ha una àmplia zona de les planes seques del nord, l'est i el sud-centre del país.
Al Vietnam, les terres de la zona alta dels rius Tonlé San i Srepok.
Es tracta de les zones més seques d'Indoxina, amb precipitacions de 1.000-1.500 mm a l'any i una llarga estació seca quan es produeixen incendis regulars al sotabosc, alguns provocats intencionadament per netejar el bosc o provocar la fugida de peces vers als caçadors.
Grans sectors d'aquesta ecoregió estan densament poblats i s'utilitzen per a l'agricultura o el desenvolupament urbà, especialment a Tailàndia.

## Flora
Tot i que algunes grans zones romanen al nord-est de Cambodja, actualment bona part del bosc original de dipterocarp caducifoli ha estat netejat, especialment a Tailàndia, Laos i Vietnam. Els boscos restants consisteixen en una varietat de tipus d'hàbitat i, en conseqüència, una àmplia gamma d'arbres i plantes de sotabosc.

## Fauna
Els boscos restants alberguen alguns grans mamífers incloent elefants asiàtics, búfals aquàtics asiàtics, cérvols d'Eld i tres espècies de bestiar salvatge el gaur, el banteng salvatge i el couprei. Grans ramats d'aquests animals que pasturaven una vegada repartits per tota la regió eren presa de tigres, panteres nebuloses, lleopards i cuons. Tant la pèrdua d'hàbitat com la caça han reduït greument el nombre de tots aquests animals, molts dels quals són en perill amb el Couprei molt rar i d'altres espècies com el rinoceront de Java, el rinoceront de Sumatra, i el cérvol de Schomburgk aquest últim extingit a la regió.
Altres mamífers de la regió inclouen el gibó crestat, dos micos de fulla (el Langur argentat i el Langur de Phayre) i l'os malai, mentre que hi ha dues espècies endèmiques, tots dos són ratpenats vespers, el ratpenat de Blood i Hypsugo pulveratus.
A la regió hi ha 500 espècies d'ocells, incloent el martinet de riu d'ulls blancs en perill crític d'extinció i possiblement extingit (Pseudochelidon sirintarae), l'endèmic Macronous kelleyi i el sisó de Bengala en perill d'extinció o amenaça (Eupodotis bengalensis), el marabú caragroc (Leptoptilos dubius) i ibis de clatell blau (Pseudibis davisoni). Altres aus dels boscos restants de la zona són el faisà d'argent (Lophura nycthemera), el faisà fumat (Lophura diardi), el faisà de Hume, el faisà d'esperons gris, la grua sarus, el calau bicorne, el calau d'Austen i Aceros undulatus.
Les poblacions de rèptils i amfibis requereixen un estudi més profund, però inclouen molt probablement espècies endèmiques com ara una tortuga gegant de closca tova gegant de Cantor (Pelochelys cantorii), dos gecs (Gehyra lacerata i Gekko petricolus) i el Lygosoma koratense.

## Amenaces i preservació
La preservació activa és necessària per mantenir les grans superfícies de l'hàbitat restant intactes i connectades en lloc de trencar-se en petits pegats. Això és particularment important per a la supervivència de la resta de poblacions de tigres en estat salvatge. Al voltant del 6% de la superfície està protegida amb les àrees més àmplies, incloses el santuari de la vida salvatge Kulen Promtep, el santuari de la vida salvatge Lomphat i el Phnom Prich a Cambodja i la zona nacional de conservació de la biodiversitat de Xe Piane a Laos.

## Ecoregió adjacent
En moltes ocasions l'ecoregió Boscos secs de fulla perenne del sud-est d'Indoxina es troba intercalada amb els Boscos secs de la Indoxina central. La imatge adjacent pertany a l'ecoregió veïna, també molt alterada.

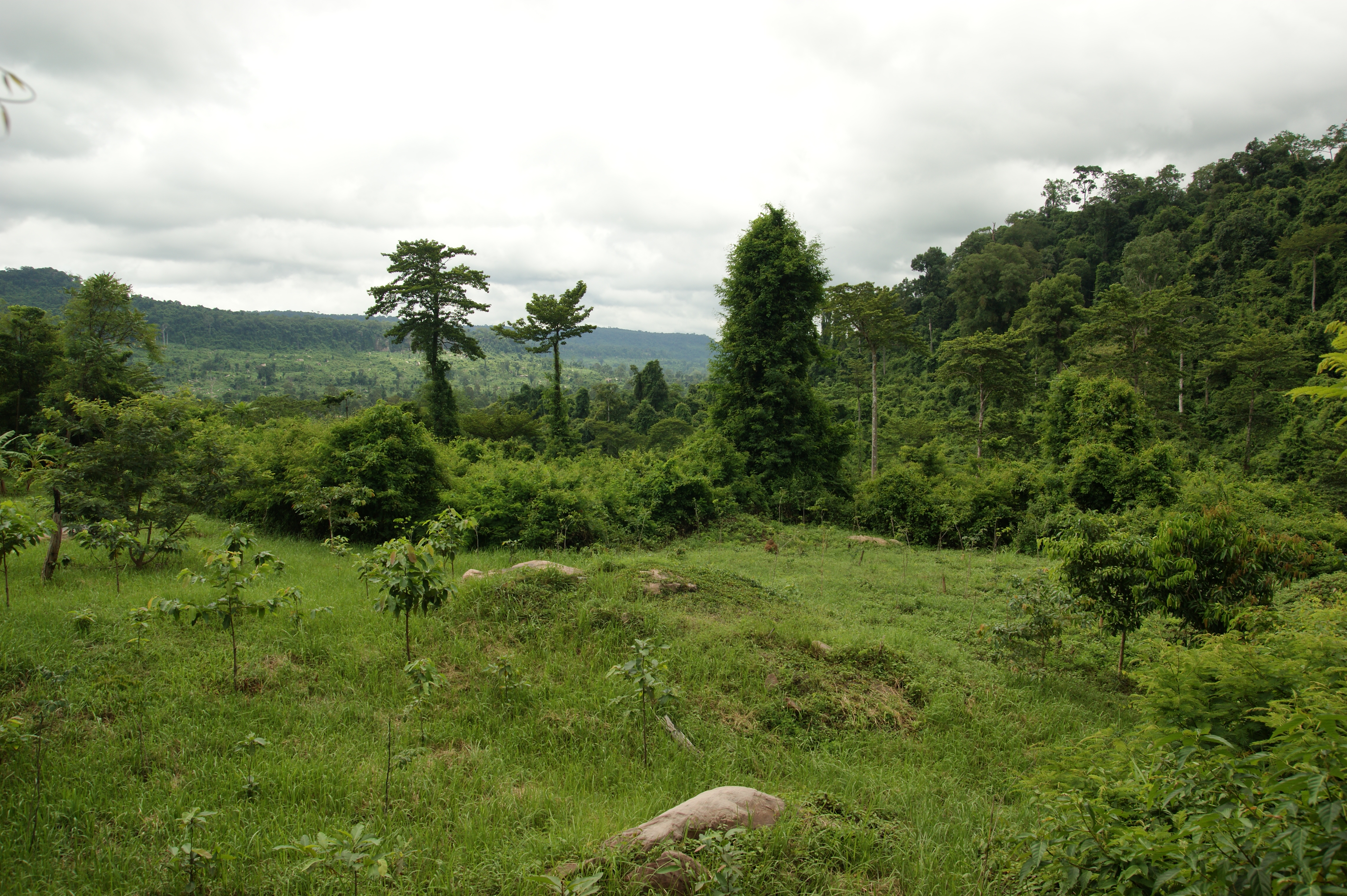
Siem Reap, Angkor, Kbal Spean. Ecoregió veïna.